# 亨利·德·索绪尔
亨利·路易·弗雷德里克·德·索绪尔（法語：Henri Louis Frédéric de Saussure，法語發音：[ɑ̃ʁi lwi fʁedeʁik də sosyʁ]；1829年11月27日—1905年2月20日），瑞士矿物学家、昆虫学家，专门研究膜翅目和直翅目昆虫。亨利·德·索绪尔是语言学家费迪南·德·索绪尔的父亲，女演员德尔菲娜·塞里格的曾祖父。

## 书目
- Léjéallien, L. . Journal de la Société des Américanistes. 1906, 3 (1): 97–99. doi:10.3406/jsa.1906.3567 （法语）.
- E.Y. . Journal de Genève. 23 Feb 1905. （原始内容存档于2014-10-25） （法语）.